# 1579

## Родени
- Франс Снайдерс, фламандски художник

## Починали
- 21 декември – Хуан де Хуанес, испански художник